# Djalma Jorge
Djalma Jorge era um personagem fictício do rádio, locutor oficial do Djalma Jorge Show, um programa humorístico produzido pela rádio Jovem Pan FM durante dois períodos: entre 1985 e 1991, e entre 1993 e 1996.

## O programa
Era apresentado pelo DJ Djalma Jorge, um locutor de voz anasalada. Djalma usava dos clichês dos locutores de FM, assim cometia muitos erros de português. Parodiava principalmente os que apresentavam programas na linha romântica. Djalma Jorge era interpretado por Antônio Augusto Amaral de Carvalho Filho, ou como é mais conhecido: Tutinha .
Além de Djalma; havia outros personagens como o filho do Djalma - o Djalminha - um garoto com problemas mentais; Mestre Siliano (interpretados por Oscar Pardini da trupe do Café com Bobagem); um professor de inglês e seu aluno Paraíba, e o Diretor da rádio, conhecido apenas como "Diretor".
Além destes havia outros personagens que apareciam esporadicamente; como o Chefe Bródi, membros da família Brown Brown, Professor Talaco, Carlos - o Mudo e o ceguinho Charles.
O programa ia ao ar nas noites de sábado e reprisado nas tardes de domingo.

## Conteúdo
O conteúdo humorístico poderia ser considerado "politicamente incorreto", muitas vezes as esquetes eram carregadas de humor negro. Além disso; sátiras do Jornal Nacional e do Globo Repórter eram feitas, utilizando trechos gravados dos programas reais e editadas com piadas feitas pelos próprios apresentadores no estúdio. Muitas esquetes e piadas também eram feitas de improviso.
A seleção musical do programa era formada por "flashbacks"; principalmente por sucessos da "era disco"; tais músicas eram anunciadas com grande entusiasmo pelo apresentador como se fossem lançamentos e exclusivas do programa. Além dos "flashbacks"´também eram executadas músicas popularescas de duplo sentido, tais como: "Gozar a Vida" e "Oh, Darcy" (Alípio Martins); "Seu Delegado Prenda O Tadeu", "Recado a Comadre Dinha", "Eu quero KH" e "Vá Tomando Cuba" (Clemilda) e Julieta (Sandro Becker); sendo que esta última acabou sendo incluída na programação normal da Jovem Pan.

## Bordões de Djalma Jorge
- I love you, mina!
- I love you gata!
- 1 metro e 90 de sexo.
- Alô ténica: corta!
- Amigo-lhes...
- Quantas bobage!
- Nóis é o bão, nóis é DJ, nóis é Djalma!
- Éxcrusiva. Só nóis tem essa música.
- Do seus Djalma Jorge show !